# Discospermum sphaerocarpum
Discospermum sphaerocarpum är en måreväxtart som beskrevs av Nicol Alexander Dalzell och Joseph Dalton Hooker. Discospermum sphaerocarpum ingår i släktet Discospermum och familjen måreväxter. Inga underarter finns listade i Catalogue of Life.